# Sünser See
Der Sünser See ist ein natürlicher Hochgebirgssee (Subalpiner Felsbeckensee) im äußersten Südosten des Gemeindegebiets der Stadt Dornbirn im österreichischen Bundesland Vorarlberg. Er liegt als subalpiner Felsbeckensee am Fuße des Gipfels der Sünser Spitze auf einer Höhe von etwa 1810 m ü. A. Gekennzeichnet ist das Gebiet um den See durch die markante Sünser Spitze, den höchsten Berg im Gemeindegebiet von Dornbirn, und die angrenzenden Gipfel der Damülser Berge. Der See hat eine Fläche von ca. 2,55 Hektar und eine maximale Wassertiefe von ca. 8 Meter.
Er ist im Rahmen des Biotopinventars Vorarlberg als schützenswertes Biotop ausgewiesen. Hervorgehoben ist das Vorkommen des stark gefährdeten Langblättrigem Laichkrauts (Potamogeton praelongus), sowie des Fieberklees (Menyanthes trifoliata), Sumpf-Baldrians (Valeriana dioica) und des Scheiden-Wollgrases (Eriophorum vaginatum). Jeweils rund 400 Meter nördlich und östlich des Sünser Sees befinden sich die Gemeindegrenzen der Stadt Dornbirn mit den Nachbargemeinden Mellau und Damüls, die über die begrenzenden Bergketten führen.